# Porteros (Carrascal de Barregas)
Porteros es una localidad oficialmente deshabitada del municipio de Carrascal de Barregas, en la comarca del Campo de Salamanca, provincia de Salamanca, España. 

## Historia
La fundación de Porteros se remonta a la Edad Media, obedeciendo a las repoblaciones efectuadas por los reyes leoneses en la Alta Edad Media, que lo ubicaron en el cuarto de Baños de la jurisdicción de Salamanca, dentro del Reino de León, denominándose ya en el siglo XIII Porteros.
Con la creación de las actuales provincias en 1833, Porteros, considerado ya una alquería perteneciente a Carrascal de Barregas, quedó encuadrado en la provincia de Salamanca, dentro de la Región Leonesa.

## Demografía
Porteros se encuentra actualmente despoblado, no habiéndose registrado oficialmente habitantes en él en todo el siglo XXI.

## Monumentos
- Ermita de Porteros. Visible desde la carretera CL-517, se encuentra blanqueada en toda su apariencia exterior, destacando en ella su espadaña.